# Саности (Њу Мексико)
Саности (енгл. Sanostee) насељено је место без административног статуса у америчкој савезној држави Њу Мексико.

## Демографија
По попису из 2010. године број становника је 371, што је 58 (-13,5%) становника мање него 2000. године.
| Група             | 2000.    | 2010.    |
| Белци             | 0 (0,0%) | 0 (0,0%) |
| Афроамериканци    | 0 (0,0%) | 0 (0,0%) |
| Азијати           | 0 (0,0%) | 0 (0,0%) |
| Хиспаноамериканци | 4 (0,9%) | 3 (0,8%) |
| Укупно            | 429      | 371      |